# Samuel Wilberforce
Pour les articles homonymes, voir Wilberforce.
 (septembre 2024).
Samuel Wilberforce (7 septembre 1805 – 19 juillet 1873) est un évêque anglais de l'Église d'Angleterre, troisième fils de William Wilberforce (1759-1853), l'abolitionniste. Il est surtout connu pour s'être opposé à la théorie de l'évolution de Charles Darwin. Étant lui-même un des meilleurs orateurs de son temps, il s'oppose à ce sujet à Thomas Henry Huxley.